# Жорсткобокий вуж звичайний
Жорсткобокий вуж звичайний (Aspidura trachyprocta) — неотруйна змія з роду Жорсткобокий вуж родини Вужеві.

## Опис
Загальна довжина досягає 30—35 см. Спостерігається статевий диморфізм — самиці більші за самців. Голова невелика. Очі округлі. Тулуб циліндричній. Хвіст куций, загострений. Навколо тулуб тягнеться 15 рядків луски. Є 128–151 вентральних щитків, 11—26 нерозділених підхвостових щитків.
Забарвлення спини коливається від чорно—коричневого до яскравого червонувато—коричневого кольору. З боків є поздовжні світлі смуги. На спині 2—3 темні плями. Черево забарвлено від чорного до світло—жовтого кольору.

## Спосіб життя
Полюбляє пухкі ґрунти, гірську місцину. Зустрічається на висоті 750–2100 м над рівнем моря. Активний удень. Харчується земляними хробаками.
Це яйцекладна змія. Самиця відкладає від 2 до 12 яєць.

## Розповсюдження
Це ендемік о.Шрі-Ланка.